# 7. juli
7. juli er dag 188 i året i den gregorianske kalender (dag 189 i skudår). Der er 177 dage tilbage af året.

Villebaldus.

Dagen har navn efter den engelskfødte munk Villebaldus, der var en af de første englændere, der drog på pilgrimsrejse til Jerusalem og siden blev biskop i Eichstätt i Bayern, hvor han døde omkring år 787. På denne dag holdes det traditionelle trekapløb i den spanske tyrefægterby Pamplona. 

### Begivenheder
Født - Dødsfald
- 1807 - Napoleonskrigene: Freden i Tilsit mellem Frankrig, Preussen og Rusland gør en ende på den Fjerde koalitionskrig.
- 1815 - Napoleonskrigene afsluttes med  de allierede troppers indtog i Paris.
- 1898 - Den amerikanske præsident William McKinley underskriver Newlands Resolution, hvorved Hawaii annekteres  som amerikansk territorium.
- 1904 - Århus får elektriske sporvogne.
- 1916 - New Zealand Labour Party grundlægges i Wellington.
- 1937 - Et japansk angreb på Marco Polo-broen i Beijing og indtagelse af broen starter den anden kinesisk-japanske krig, som fortsætter under 2. verdenskrig.
- 1946 - Den amerikanske flypioner Howard Hughes er tæt på at omkomme, da hans XF-11 fly styrter ned i et beboelseskvarter i Beverly Hills i Californien.
- 1947 - Det hævdes, at en nedstyrtet UFO er fundet ved Roswell ufo-hændelsen.
- 1954 - For første gang nogensinde spilles en plade med Elvis Presley i radioen, det er hans version af That's All Right, som 12 dage senere kommer i handlen i Memphis' butikker.
- 1974 - Vesttyskland vinder VM i fodbold 1974.
- 1980 - Iran indfører sharia-lovgivning.
- 1981 - Præsident Ronald Reagan udnævner Sandra Day O'Connor som den første kvindelige dommer i USA's højesteret.
- 1985 - Tennisspilleren Boris Becker vinder som 17-årig singlerækken i Wimbledon Championships som den første useedede spiller, den første tysker og den yngste spiller nogensinde.
- 1991 - Brioniaftalen afslutter Tidageskrigen mellem Slovenien og Jugoslavien.
- 2005 - Et terrorangreb i London dræber over 37 personer ved fire bombesprængninger i undergrundsbanen og en bus.
- 2009 - The King of Pop,Michael Jacksons begravelse fandt sted. Først en privat ceremoni tidligt på dagen og senere en officiel mindehøjtidlighed i Staples Center i Los Angeles

### Født
- 1833 - Ludvig Fenger, dansk arkitekt (død 1905).
- 1844 - P.F. Rist, dansk oberst og forfatter (død 1926).
- 1860 - Gustav Mahler, østrigsk komponist og dirigent (død 1911).
- 1887 - Marc Chagall, russisk maler (død 1985).
- 1897 - Poul Borchsenius, dansk præst og forfatter (død 1983).
- 1899 - George Cukor, amerikansk filminstruktør (død 1983).
- 1901 - Vittorio De Sica, italiensk filminstruktør (død 1974).
- 1901 - Eiji Tsuburaya, japansk filminstruktør (død 1970).
- 1911 - Gian-Carlo Menotti, italiensk komponist (død 2007).
- 1926 - Thorkild Simonsen, dansk lærer, politiker og tidligere indenrigsminister samt borgmester i Århus.
- 1928 - Søren Elung Jensen, dansk skuespiller (død 2017).
- 1931 - Palle Kjærulff-Schmidt, dansk film- og sceneinstruktør (død 2018).
- 1937 - Joe Zawinul, østrigsk jazzmusiker (død 2007).
- 1939 - Svend Bergstein, dansk oberstløjtnant og tidligere minister (død 2014).
- 1940 - Ringo Starr, engelsk trommeslager i the Beatles.
- 1940   - Jerzy Buzek, polsk politiker og tidligere premierminister.
- 1943 - Joan Erlandsen, dansk folketingsmedlem.
- 1946 - Inga Abel, tysk skuespiller (død 2000).
- 1954 - Marie Tetzlaff, dansk cand.phil. og forfatter.
- 1958 - Michala Petri, dansk blokfløjtespiller.
- 1964 - Majbritte Ulrikkeholm, dansk sanger og forfatter.
- 1967 - Tom Kristensen, dansk racerkører.
- 1970 - Erik Zabel, tysk cykelrytter.
- 1975 - Adam Duvå Hall, dansk radiovært.
- 1981 - Michael Silberbauer, dansk fodboldspiller.
- 1983 - Jacob Poulsen, dansk fodboldspiller.
- 1986 - Sebastian Jessen, dansk skuespiller.

### Dødsfald
- 1307 - Edvard 1., engelsk konge (født 1239).
- 1686 - Frederik Ahlefeldt, dansk greve og storkansler (født 1623).
- 1890 - Henri Nestlé, tysk-schweizisk virksomhedsgrundlægger (født 1814).
- 1930 - Arthur Conan Doyle engelsk forfatter (født 1859).
- 1971 - Ub Iwerks, amerikansk tegnefilmskaber (født 1901).
- 1973 - Veronica Lake, amerikansk skuespiller (født 1922).
- 1973   - Max Horkheimer, tysk filosof (født 1895).
- 2006 - Syd Barrett, engelsk guitarist i Pink Floyd (født 1946).
- 2014 - Eduard Sjevardnadse, sovjetisk og senere georgisk politiker (født 1928).
- 2016 - Jørgen Schleimann, dansk redaktør og TV 2-direktør (født 1929).
- 2024 - Bengt Samuelsson, svensk professor og nobelprismodtager (født 1934).

|  | Denne datoartikel kan blive bedre, hvis der indsættes et (bedre) billede Du kan hjælpe ved at afsøge Wikimedia Commons for et passende billede eller uploade et godt billede til Wikimedia Commons iht. de tilladte licenser og indsætte det i artiklen. |